# 小関勇
小関 勇（こせき いさむ、1946年8月 - 2019年6月17日 ）は、日本の会計学者。日本大学商学部教授。元公認会計士試験委員。専攻は監査論。茨城県出身。正五位、瑞宝中綬章。

## 略歴
- 1965年 日本大学第二高等学校卒業
- 1969年 日本大学商学部会計学科卒業
- 1976年 日本大学大学院商学研究科博士課程単位取得
- 1976年 日本大学商学部専任講師
- 1980年 日本大学商学部助教授
- 1988年 日本大学商学部教授
- 1999年 自治省自治大学校基本問題研究会監査事務研修専門部会委員
- 2004年 公認会計士第2次試験委員